# Faro de Punta de Barra
El Faro de Punta de Barra (en portugués: Farol da Punta da Barra o también Farol da Barra o Farol do Rio Inhambane) es un faro situado en la península de Barra, que cierra la bahía de Inhambane, en la provincia del Inhambane, Mozambique. El faro dista 25 km de la capital provincial.

## Historia
Parece ser que en fechas tan tempranas como 1873 había ya algún tipo de señalización posiblemente debido a la iniciativa privada. La torre actual parece ser que fue construida en 1904.
En 2004 fue instalado en las cercanías un camping al que se puede acceder por una pista apta para vehículos todoterreno.

## Características
El faro emite una luz blanca en grupos de tres destellos en un periodo de 10 segundos. Su alcance nominal nocturno es de 29 millas náuticas.